# リポアトロフィー
リポアトロフィー（英: Lipoatrophy）とは、局所の脂肪組織が失われる病態を指す。糖尿病治療のためにインスリンを皮下注射した部位や、多発性硬化症治療目的にグラチラマーを注射した部位、ヒト成長ホルモンを皮下注射した部位などに見られることがある。グラチラマーの場合、投与部位に小さな凹みが目視できる。リポアトロフィーはHIVのHAART療法の副作用として生ずるHIVリポジストロフィー症候群の一症状としても見られる。